# 殷修華 (劉宋)
殷修華（5世纪?—459年），南朝宋文帝刘义隆的修华，生皇六子竟陵王刘诞。刘义隆在453年逝世，殷氏随子出藩，为太妃。
大明三年（459年），孝武帝刘骏攻打竟陵，刘诞投水，未死，被曳出斩杀，传首京邑。殷太妃与刘诞的妻子徐氏皆自杀。刘骏又尽杀城内成年男子，称为“京观”，死者数千。但追赠殷氏为长宁园淑妃。